# 恋を知らない君へ
『恋を知らない君へ』（こいをしらないきみへ）は、日本の男性アイドルグループであるNEWSのメジャー通算20枚目となるシングル。2016年7月13日にジャニーズ・エンタテイメントからリリース。

## 概要
- 前作「ヒカリノシズク/Touch」以来約6ヶ月振りのリリース。

- 2016年シングルの第2弾。

- 初回盤、通常盤、初回スペシャルパッケージの3形態での発売。

- 表題曲は、メンバーの加藤シゲアキ出演 日本テレビ系土曜ドラマ『時をかける少女』のエンディング・テーマであり、NEWSの楽曲がゴールデンタイムのドラマ主題歌に起用されるのは今作が初となった。また、前作の「ヒカリノシズク」から2作連続で、加藤が出演するドラマの主題歌となった。[3]

- 初回盤・通常盤には、「Smile」を共通のカップリングとして収録。

- 初回盤のDVDには、表題曲のMusic Clipを収録。

- 通常盤には、「サマラバ」と「Distance」のカップリング2曲と、オリジナル・カラオケ1曲を収録。

- 初回スペシャルパッケージの特典DVDには、表題曲のMusic Clip Makingを収録。

- 初回盤・通常盤に封入されている視聴IDを、2016年7月12日(火)〜17日(日)までに入力すると、表題曲の歌詞を朗読した「朗読 -恋を知らない君へ-」をストリーミング配信にて聴くことができた。

## その他
- 「ひと夏の最高に切ないラブ・バラード」というキャッチコピーのもと、NEWSのシングルとしては初の本格的なバラード作となった。[4]

- シングルA面曲の中では最も演奏時間の長い曲である。

## 先着購入特典

### 初回スペシャルパッケージ
- 「恋を知らない君へ」ポストカード

## 封入特典

### 初回盤・通常盤
- 「朗読 -恋を知らない君へ-」視聴ID

### 初回盤
- 2面4Pジャケット

### 通常盤
- 3面6Pジャケット

## チャート成績
- 発売初週に15.4万枚を売り上げ、7月25日付オリコン週間シングルチャート1位を獲得した。シングル首位はデビューから20作連続となり、KinKi Kids、KAT-TUNに続いて20作の大台到達となった[5]。
- シングルは2作連続で初動売上をアップさせ、今作は4人体制になって以降のシングルでは「チャンカパーナ」、「ONE -for the win-」に次いで3番目に高い初動となった。
- 比較的短期（5話）のドラマタイアップだったが、音楽番組への出演を重ねたこともあってロングヒットし、オリコンチャートのランクイン週数は25週を突破して「チャンカパーナ」、「weeeek」に次いで3番目に多くなった。

## 収録曲

### CD
※「サマラバ」以降、通常盤・初回スペシャルパッケージ仕様のみ収録。
1. 恋を知らない君へ
作詞：ヒロイズム・Hacchin' Maya、作曲：ヒロイズム、編曲：ヒロイズム・中西亮輔
  - 加藤シゲアキ出演 日本テレビ系土曜ドラマ『時をかける少女』エンディング・テーマ
  - ヒロイズムがシングル表題曲の曲を手掛けるのは、「WORLD QUEST/ポコポンペコーリャ」以来４年７ヶ月である。
2. Smile
作詞・作曲・編曲：ヒロイズム
3. サマラバ
作詞・作曲・編曲：TAKA3
4. Distance
作詞・作曲：竹内雄彦、編曲：千葉純治
5. 恋を知らない君へ（オリジナル・カラオケ）

### DVD

#### Disc 1
※初回盤・初回スペシャルパッケージ仕様のみ
1. 「恋を知らない君へ」Music Clip

#### Disc 2
※初回スペシャルパッケージ仕様のみ
1. 「恋を知らない君へ」Music Clip Making